# آخرت شیرین
آخرت شیرین (انگلیسی: The Sweet Hereafter) فیلمی در ژانر درام به کارگردانی آتوم اگویان است که در سال ۱۹۹۷ منتشر شد.

## بازیگران
- ایان هولم
- سارا پلی
- بروس گرین وود
- آلبرتا واتسون
- آرسینه خانجیان
- مائوری چایکین